# مون كي-هان
مون كي-هان (هانغل: 문기한) هو لاعب كرة قدم كوري جنوبي في مركز الوسط، ولد في 17 مارس 1989 في بوسان في كوريا الجنوبية. شارك مع منتخب كوريا الجنوبية تحت 20 سنة لكرة القدم ومنتخب كوريا الجنوبية تحت 23 سنة لكرة القدم. أما مع النوادي، فقد لعب مع نادي سول.

## وصلات خارجية
- مون كي-هان على موقع دوري كوريا الجنوبية (الإنجليزية)
- مون كي-هان على موقع قاعدة بيانات كرة القدم.إي يو (الإنجليزية)
- مون كي-هان على موقع Soccerway.com (الإنجليزية)